# Ryan Lavarnway
Ryan Cole Lavarnway (né le 7 août 1987 à Burbank, Californie, États-Unis) est un receveur de la Ligue majeure de baseball.

## Carrière
Joueur à l'Université Yale, Ryan Lavarnway est repêché en sixième ronde par les Red Sox de Boston en 2008.
Il fait ses débuts avec Boston le 18 août 2011. Le receveur est alors employé comme frappeur désigné. Il réussit son premier coup sûr dans le baseball majeur le 19 août à Kansas City face au lanceur Jeff Francis des Royals. Le 27 septembre contre les Orioles de Baltimore, il connaît un match de deux circuits, réussissant son premier en carrière aux dépens de Zach Britton. Il complète son premier séjour au plus haut niveau avec 2 circuits et 8 points produits en 17 matchs pour les Red Sox.
En 4 saisons comme joueur substitut chez les Red Sox, de 2011 à 2014, Lavarnway joue dans 97 matchs, dont 58 à la position de receveur. Il récolte 56 coups sûrs dont 5 circuits, produit 34 points et affiche une moyenne au bâton de ,201 en 301 passages au bâton. 
Le 6 août 2013, Lavarnway égale un record du baseball majeur en commettant 4 balles passées en une même manche. La déroute se produit en première manche du premier départ dans les majeures de Steven Wright, un lanceur de balle papillon, tir notoirement imprévisible et parfois difficile à attraper pour un receveur. Lavarnway égale le record partagé par les receveurs Ray Katt des Giants de New York de 1954 et Gino Petralli des Rangers du Texas de 1987, qui avaient eux aussi commis 4 balles passées en faisant face aux lanceurs de balles papillons Hoyt Wilhelm et Charlie Hough, respectivement.
Il reçoit une bague de champion de la Série mondiale 2013, remportée par les Red Sox, bien qu'il ne joue pas dans les séries éliminatoires. 
Le 5 décembre 2014, Ryan Lavarnway est réclamé au ballottage par les Dodgers de Los Angeles. Le 19 décembre suivant, c'est au tour des Cubs de Chicago de le réclamer au ballottage. Enfin, le 23 décembre, toujours via le ballottage, Lavarnway passe aux Orioles de Baltimore.
Après une saison 2016 entièrement passée en ligues mineures et partagée entre des clubs-écoles des Braves d'Atlanta et des Blue Jays de Toronto, Lavarnway joue en 2017 avec les Athletics d'Oakland.